# Andem
Andem, également appelé Andem-Yarcé, est une commune rurale située dans le département de Zitenga de la province de l'Oubritenga dans la région Plateau-Central au Burkina Faso.

## Géographie
Andem se trouve à 10 km au nord-est de Zitenga, le chef-lieu du département, à environ 25 km au nord de Ziniaré et à 5 km à l'ouest de la route nationale 3.

## Santé et éducation
Andem accueille un centre de santé et de promotion sociale (CSPS). Le centre médical avec antenne chirurgicale (CMA) de la province se trouve à Ziniaré.